# Varisvesi
Varisvesi är en sjö i Finland. Den ligger i kommunerna Heinävesi och Leppävirta i landskapen Södra Savolax och Norra Savolax, i den sydöstra delen av landet, 300 km nordost om huvudstaden Helsingfors. Varisvesi ligger 81,6 meter över havet. Den är 28,65 meter djup. Arean är 7,84 kvadratkilometer och strandlinjen är 64,67 kilometer lång. Sjön  ingår i Vuoksens huvudavrinningsområde. 